# Chet Borei
Chet Borei (tiếng Khmer: ស្រុកចិត្របុរី, Chít Bô-rây) là một huyện (srok) thuộc tỉnh Kratié của Campuchia. Tên huyện có nghĩa là "Thành phố của các thợ thủ công". Huyện nằm ở trung tâm tỉnh, tả ngạn sông Mekong, phía bắc giáp huyện Sambour cùng tỉnh, phía nam giáp huyện Chhloung, phía đông nam giáp huyện Snoul, phía đông giáp tỉnh Mondulkiri, phía tây giáp thị xã Kratíe và đối diện bên kia sông Mekong là huyện Preaek Prasab. Trước ngày 9 tháng 1 năm 2009, Chet Borei là một phần của huyện Kratié. Huyện này sau đó tách thành thị xã Kratié và huyện Chet Borei.
Chet Borei bao gồm 10 xã (khum):
- Xã Kantuot
- Xã Thmor Andek
- Xã Koh Chreng
- Xã Sambok
- Xã Koulab
- Xã Thmey
- Xã Da
- Xã Bos Leav
- Xã Changkrang
- Xã Thmor Kre.